# Нордаль, Сигюрдюр
Сигюрдюр Нордаль (исл. Sigurður Jóhannesson Nordal; 14 сентября 1886, Эйоульфсстадир — 21 сентября 1974) — исландский учёный, писатель. Профессор.

## Биография
Родился 14 сентября 1886 года на ферме Эйоульфсстадир в долине Ватнсдалюр, у подножья горы Ватнсдальсфьятль. Родители: Йоуханнес Гвюдмюндссон Нордаль (Jóhannes Guðmundsson Nordal; 8 апреля 1851 — 8 октября 1946) и Бьёрг Йоусефина Сигюрдардоуттир (Björg Jósefína Sigurðardóttir; 13 декабря 1865 — 26 марта 1942). Отец в 1887 году уехал на запад, мать вышла замуж. Приёмными родителями стали дядя, фермер Йоунас Гвюдмюндссон (Jónas Guðmundsson; 1 января 1835 — 17 января 1913) и его жена Стейнюнн Стейнсдоуттир (Steinunn Steinsdóttir; 30 декабря 1840 — 9 октября 1915).
В 1906 году окончил среднюю школу второй ступени в Рейкьявике (MR). В 1905 году был председателем студенческой организации Framtíðin.
В 1912 году окончил Копенгагенский университет, получил степень магистра по скандинавистике. Докторская диссертация посвящена «Саге об Олаве Святом» и опубликована в 1914 году. В 1913—1916 годах получал стипендию от Института имени Аудни Магнуссона в Копенгагене, затем в 1915—1919 годах от фонда Ханнеса Аурнасона. Изучал философию в сначала в Копенгагене, затем летом 1916 года в Берлине и, наконец, в Оксфорде в 1917—1918 годах.
По совету первого ректора Исландского университета Бьёдна Оульсена (Björn M. Ólsen; 1850—1919) осенью 1918 года стал профессором исландского языка и истории исландской культуры Исландского университета. Занимал эту должность до 1945 года, после чего стал профессором исландских исследований. Преподавал и читал лекции во многих странах, в том числе в качестве профессора художественной литературы в Гарвардском университете зимой 1931–1932 годов.
С 1933 по 1951 год был руководителем издания книжной серии Íslenzk fornrit в издательстве Hið íslenska fornritafélag, редактором серии Íslenzk fræði (Studia Islandica) в 1937—1953 годах, редактором первых пяти томов серии Monumenta typographica Islandica, опубликованных в 1933—1937 годах в издательстве Levin & Munksgaard в Копенгагене, соредактором серии Nelson’s Icelandic Texts и одним из издателей журнала Vaka в 1927—1929 годах.
В 1919 году опубликовал первую художественную книгу, сборник лирической прозы «Древние любови» (Fornar ástir), который по словам М. И. Стеблин-Каменского «сыграл в своё время большую роль в развитии исландской литературы». В 1920 году опубликовал эссе «Снорри Стурлусон» (Snorri Sturluson) о Снорри Стурлусоне. В 1924 году опубликовал книгу Íslensk lestrarbók 1400–1900 со вступительным эссе Samhengið í íslenzkum bókmenntum о контексте исландской литературы. В 1937 году опубликовала лекция Framtíð íslenzkrar menningar í Vesturheimi Нордаля о будущем исландской культуры в западном мире. В 1942 году опубликовал сочинение «Культура Исландия» (Íslenzk menning), первый том Нордаля об исландской культуре, одна из главных его работ. В 1946 году опубликовал драму «Вознесение» (Uppstigning). В 1953 году опубликовал Sagalitteraturen.
Сигюрдюр был послом Исландии в Дании с 1951 по 1957 год, в первую очередь для работы над решением проблемы коллекции рукописей Аудни Магнуссона.
Умер 21 сентября 1974 года.

## Личная жизнь
В 1922 году женился на Оулёв Йоунсдоуттир (Ólöf Jónsdóttir Nordal; 20 декабря 1896 — 18 марта 1973). У пары была умершая в детстве дочь Бера (Bera Nordal; 15 марта 1923 — 10 октября 1927) и два сына: Йоуханнес (Jóhannes Sigurðsson Nordal; 11 мая 1924 — 5 марта 2023), бывший управляющий Центральным банком и Йоун (Jón Sigurðsson Nordal; 6 марта 1926 — 5 декабря 2024), композитор и пианист, директор Музыкальной школы в Рейкьявике.